# Referéndum electoral de Samoa Americana de 1976
Un referéndum sobre la elección directa de gobernadores y vice gobernadores tuvo lugar en Samoa Americana el 31 de agosto de 1976. A los electores se les preguntó si aprobaban una propuesta que permitiría la elección directa de gobernadores y vicegobernadores. La participación fue baja, aunque más mayor que en el referéndum anterior, de 24%. Este referéndum fue la cuarta vez en la cual la misma propuesta era presentada ante los electores, siendo aprobada, y tanto los gobernadores como vicegobernadores empezaron a ser electos por sufragio directo al año siguiente.

## Resultados
| Opción                   | Votos | %     |
| ------------------------ | ----- | ----- |
| A favor                  | 3 044 | 69,02 |
| En contra                | 1 366 | 30,98 |
| Votos en blanco/nulos    |       | –     |
| Total                    | 4 410 | 100   |
| Fuente: Direct Democracy |       |       |